# Protonen-Chlorid-Austauscher 5
Der Protonen-Chlorid-Austauscher 5 (auch: Chlorid-Transporter ClC-5) ist ein Protein in den Zellen von Tieren und Pilzen. Es findet sich in der Zellmembran und innerhalb der Zelle in der Membran des Golgi-Apparats und von Endosomen, wo es Chloridionen aus dem Innern des jeweiligen Zellkompartiments nach außen schafft und gleichzeitig im Gegenzug Protonen ins Innere befördert. Damit ist das Transportprotein beispielsweise verantwortlich für die Ansäuerung des Endosom-Lumens. ClC-5 spielt eine zentrale Rolle bei der Rückresorption von Proteinen in den Nieren durch Endozytose.
Seltene Mutationen im CLCN5-Gen können sowohl Mangel als auch Überangebot an ClC-5-Funktion zur Folge haben. ClC-5-Mangel kann zu mehreren Krankheitsbildern führen, die im sogenannten Dent-Syndrom zusammengefasst werden und mit Proteinurie, Calcium-Nierensteinen, Hypophosphatämie, Rachitis und Nierenversagen einhergehen. Die dabei auftretenden Defekte bei der renalen Rückresorption sind auf das Unvermögen proximaler Tubuluszellen zurückzuführen, die Transportproteine Megalin und Cubilin wiederaufzunehmen.
Die Transportgleichung lautet
2 Anion (innen) + H+ (außen) = 2 Anion (außen) + H+ (innen)
Außer Chlorid werden auch Nitrate, Bromide und Iodide als Anion akzeptiert, mit der Affinität NO3−>Cl−>Br−>I−.